# Hydriomena buenoi
Hydriomena buenoi là một loài bướm đêm trong họ Geometridae.